# Acronicta pepli
Acronicta pepli là một loài bướm đêm trong họ Noctuidae.